# Харісса
Харісса (англ. harissa) (араб. هريسة harīsa, від магрибської арабської) — це паста з гострого перцю чилі, яка походить із Магрибу. Основними інгредієнтами є смажений червоний перець, перець Баклуті (بقلوطي), спеції та трави, такі як часникова паста, насіння кмину, насіння коріандру, зіра і оливкова олія для розподілення маслорозчинних смаків. Виготовляють також трояндову харісу з пелюсток троянд.
Туніс є найбільшим експортером готової хариси, і ЮНЕСКО вносить її до списку нематеріальної культурної спадщини Тунісу. Походження хариси сходить до імпорту перцю чилі в магрибську кухню за колумбійським обміном, імовірно, під час іспанської окупації Османського Тунісу між 1535 і 1574 роками.

## Етимологія
Слово походить від арабського кореня «хараса» (араб. هرس) «товкти, ламати на шматки», що стосується процесу подрібнення перцю чилі, інструмент, традиційно використовуваний для виготовлення пасти в Магрибі, називається фр. Mehraz, і подібні назви використовуються для інших паст у магрибській кухні, таких як «Hrous», де використовується той самий рецепт хариси з невеликою різницею в перці, який є зеленим.

## Традиції споживання та кулінарії

### Алжир
В Алжирі харісу зазвичай додають у супи, рагу та кус-кус. Пасту з хариси також можна використовувати як натирання м'яса  або баклажанів. Іншим значним виробником є алжирська провінція Аннаба, яка також є значним споживачем. За словами автора кулінарної книги Марти Роуз Шульман, приготована хариса на смак дещо відрізняється від тієї, яку подають у туніських та іноземних ресторанах.

### Ізраїль і Лівія
В Ізраїлі хариса є звичайною начинкою для сабича і шаурми.
Filfel chuma ( івр. פלפלצ'ומה  ‎, також пишеться pilpelshuma, буквально «перець-часник», є типовим соусом чилі лівійської єврейської кухні, який дуже схожий на харісу. Походить з лівійської кухні, де він відомий як maseer (араб. المصير  </link> або مسّير حار mseyer ). Він також відомий під іншими назвами, такими як filfil mukhalal ( فلفل مخلل ) і filfil makbos ( فلفل مكبوس). Готується з меленого солодкого і гострого перцю і подрібненого часнику. Іноді додають інші інгредієнти, такі як мелене насіння кмину, зіру, лимонний сік і сіль. Він служить приправою та інгредієнтом для таких страв, як салати, м'ясо, риба, бобові та рис, а також страв з яєць, таких як шакшука.

### Марокко
Марокканська кухня також прийняла харісу, використовуючи її як гарнір до таджинів або іноді домішуючи в страви.

### Туніс
Рецепти хариси відрізняються залежно від домогосподарства та регіону. Варіації можуть включати додавання ферментованої цибулі або лимонного соку. Готова хариса продається в слоїках, банках, пляшках і тюбиках. Харіссу іноді описують як «основну приправу Тунісу», навіть як «національну приправу Тунісу» або принаймні як «відмітну рису рибних і м'ясних страв Тунісу». У Тунісі харіса використовується як інгредієнт м’яса (птиці, яловичини, козлятини або баранини) або рибного рагу з овочами, а також як ароматизатор для кускусу. Його також використовують для приготування лаблабі, супу з нуту та фрикасе.
Туніс є найбільшим експортером готової хариси. У 2006 році виробництво хариси в Тунісі становило 22 000 тонн, включаючи близько 40 000 тонн перцю. Туніська хариса часто готується з перцю Баклуті та чилі, вирощеного навколо Набуля та Габеса, які є відносно м’якими, набираючи 4000–5000 балів за шкалою Сковілла. 1 грудня 2022 року ЮНЕСКО додала «Харіссу, знання, навички, кулінарні та соціальні практики» до списку нематеріальної культурної спадщини Тунісу.